# Krzysztof Bąk (poeta)
Krzysztof Bąk (ur. 1984 w Ostrowcu Świętokrzyskim) – polski poeta.
Autor książki Znaki wodne (Staromiejski Dom Kultury, 2007, Warszawa). Laureat Nagrody Poetyckiej im. Kazimiery Iłłakowiczówny za najlepszy książkowy poetycki debiut roku (2007). Nominowany do Wrocławskiej Nagrody Poetyckiej Silesius 2008 w kategorii poetycki debiut roku. Wyróżniony w Ogólnopolskim Konkursie Literackim „Złoty Środek Poezji” 2007 na najlepszy poetycki debiut książkowy 2007. Laureat konkursu im. Klemensa Janickiego 2017. Mieszka w Warszawie.

## Poezja
- Znaki wodne, Staromiejski Dom Kultury, Warszawa 2007
- Inne, WBPiCAK, Poznań 2017 (książka-laureatka Konkursu Poetyckiego im. Klemensa Janickiego[6])